# Marc Cornelissen
Marc Cornelissen (Kerkrade, 1968 - Nunavut, 29 april 2015) was een Nederlands avonturier en poolreiziger. Hij bereikte op eigen kracht zowel de Noord- als de Zuidpool. Hij stierf in 2015 bij een expeditie in het Canadees arctisch gebied.
Cornelissen studeerde bouwkunde aan de Technische Universiteit Delft. Hij raakte gefascineerd door poolreizen en in 1997 slaagde hij erin om naar de geografische Noordpool te skiën. In 2000 bereikte hij de Zuidpool tijdens een expeditie met Nederlands alpinist Wilco van Rooijen. Als ambassadeur voor het arctisch gebied van het Wereld Natuur Fonds vroeg hij aandacht voor de opwarming van de aarde en de gevolgen hiervan in de poolgebieden. In 2014 nam hij deel aan de Cold Facts-expeditie naar het Noordpoolgebied, waarbij ook wetenschappelijk onderzoek naar de dikte van het zee-ijs werd gedaan. Tijdens een nieuwe expeditie in 2015 kwamen hij en teamgenoot Philip de Roo om het leven toen ze door het zee-ijs zakten, tijdens een tocht van Resolute Bay naar Bathursteiland.
Marc Cornelissen was gehuwd. Het echtpaar had een dochter. Kort voor zijn dood werd hij benoemd tot officier in de Orde van Oranje-Nassau, maar dat bericht heeft hij nooit ontvangen. Zijn vrouw en dochter namen het lintje in ontvangst. Sinds 2017 wordt de tweejaarlijkse Marc Cornelissen Brightlands Award voor duurzaam ondernemen uitgereikt. De tweejaarlijkse prijs bestaat uit een kunstwerk en een geldbedrag van € 35.000.